# De Hiemerter Mole
De Hiemerter Mole is een poldermolen van het type spinnenkop die staat in de buurtschap Hemert nabij Burgwerd.
De molen werd in 1811 gebouwd ter bemaling van de Hiemerterpolder en heeft tot 1957 de polder op windkracht bemalen. In dat jaar werd in de molen een dieselmotor ingebouwd. Vanaf 1969 is niet meer op de wind gemalen en raakte de Hiemerter in verval. In 1973 kocht Vereniging De Hollandsche Molen de Hiemerter Mole aan en liet deze restaureren. De molen is sinds 1988 eigendom van Stichting De Fryske Mole. De dieselmotor is verwijderd en de Hiemerter bemaalt thans op vrijwillige basis de polder. De molen is op afspraak te bezoeken.